# Skinnbyxor
Skinnbyxor är byxor i skinnmaterial, som mocka eller läder. Några varianter av skinnbyxor är lederhosen och motorcykelställ. Under 1980-talet var det, framförallt bland manliga hårdrockare, populärt med långa, svarta, åtsittande skinnbyxor med snörning i sidorna längs hela benets längd.